# Chubby Checker
Chubby Checker, né Ernest Evans le 3 octobre 1941 à Spring Gully (Caroline du Sud), est un chanteur américain de rock 'n' roll. 
Il est célèbre avant tout pour avoir été dans les années 1960 à 1962 la figure de proue du twist (via les tubes The Twist et Let's Twist Again) qu'il a popularisé en tant que danse et style musical, ce qui lui a valu à l'époque le surnom de « Mr Twist ».

## Biographie

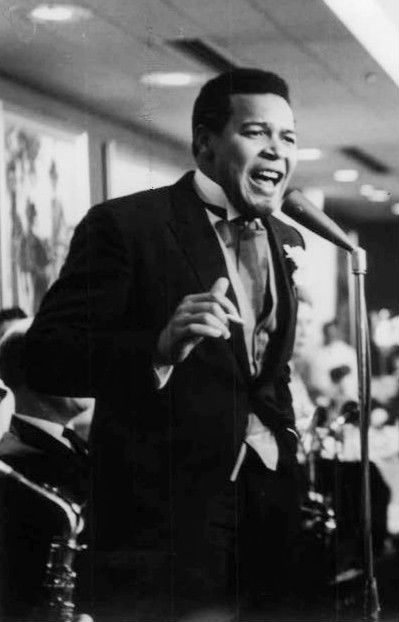
Chubby Checker en 1964.

Il signe en 1958 sous son vrai nom un contrat discographique avec Cameo-Parkway Records à Philadelphie (label appartenant à Kal Mann). En juin 1959, il sort son premier single The Class / Schooldays, Oh, Schooldays pour Parkway Records (# 38 E-U) sous le pseudonyme de Chubby Checker, suggéré par Bobbie, la femme de Dick Clark, qui avait noté une ressemblance avec Fats Domino : « fat » est synonyme de « chubby » (« grassouillet »), tandis que « domino » est un jeu comme « checkers » (« jeu de dames »). Sur The Class, il imite Fats Domino, The Coasters, Elvis Presley et les Chipmunks. Il chante aussi Limbo Rock (en), une chanson très célèbre.
En 1960, il enregistre The Twist, reprise d'une face B de Hank Ballard and the Midnighters et en fait un énorme succès (le morceau a été repris en français sous le titre Le Twist par Les Chaussettes noires). Il récidive l'année suivante avec Let's Twist Again (repris par Johnny Hallyday et Les Chats sauvages sous le titre Viens danser le twist). En 1962, Les Vautours reprennent avec succès son titre Good Good Lovin' ( De t'aimer, de t'aimer ). En 2008, The Twist est déclaré le plus grand tube américain de tous les temps par l’hebdomadaire Billboard.
En 2013, l'artiste porte plainte contre les sociétés Hewlett-Packard et Palm à cause de l'application sexuellement suggestive webOS pour téléphones Palm qui porte son nom proposée au téléchargement fin 2010,.
En 2017, son nom apparaît parmi d'autres personnalités de la chanson, dans les révélations des Paradise Papers.

### Famille
Sa fille Mistie Bass-Mims est une joueuse professionnelle de basket-ball.